# Bongu jezik
Bongu jezik (ISO 639-3: bpu), transnovogvinejski jezik iz Papue Nove Gvineje, kojim govori oko 850 ljudi (2000 popis) u provinciji Madang na zaljevu Astrolabe.
Zajedno s jezicima anjam [boj], male [mdc] i sam [snx] čini podskupinu mindjim, šira skupina rai coast.

## Vanjske poveznice
- Ethnologue (14th)
- Ethnologue (15th)